# 삽교고등학교
삽교고등학교(揷橋高等學校)는 대한민국 충청남도 예산군 삽교읍 두리에 있는 사립 고등학교이다.

## 학교 연혁
- 1974년 6월 7일 : 학교법인 흥림학원 허가, 초대 이사장 임병학 취임
- 1974년 12월 27일 : 삽교고등학교 설립인가 (3학급)
- 1975년 1월 9일 : 초대 이완규 교장 취임
- 1975년 2월 15일 : 본관 3층 12교실 부속건물 준공
- 1975년 3월 8일 : 개교식 및 제1회 입학식 거행
- 1978년 1월 11일 : 제1회 졸업식
- 1979년 10월 25일 : 학칙개정 (학년 당 8학급, 전 학년 24학급) 인가
- 1999년 6월 15일 : 체육관 준공
- 2007년 11월 22일 : 대운동장 우레탄 트랙 설치 완공
- 2009년 3월 15일 : 도서실 및 교과학습실 준공
- 2009년 3월 29일 : 제3대 이사장 임전규 취임
- 2010년 7월 23일 : 남자 기숙사 및 급식실 준공
- 2012년 8월 2일 : 학칙개정 (보통과 4학급, 정보처리과 1학급) 인가
- 2012년 12월 20일 : 여자기숙사 및 비전홀 준공
- 2016년 12월 26일 : 학생회관 준공(학생회동아리방 회의실 및 휘트니스 센터)
- 2017년 7월 4일 : 학과개편(학과명 변경 정보처리과 -> 사무행정과)
- 2020년 3월 1일 : 제11대 교장 이기향 취임
- 2022년 12월 3일 : 미디어센터 준공
- 2024년 1월 10일 : 제47회 졸업장 수여식 105명(남 6,343명, 여 5,588명 계 11,931명)

## 설치 학과
- 7차일반
- 사무행정과

## 참고 자료
- 삽교고등학교 - 한국교육학술정보원 학교알리미